# Creu de Pujol (Peramea)
La Creu de Pujol és una creu de terme situada al costat del camí de Peramea a Pujol (Pallars Jussà).
Datada el 1622, és una creu de pedra amb la imatge de Crist, de factura molt arcaica, esculpida al frontal, i la Mare de Déu a la part posterior. L'original de la creu està dipositada a la petita capella de Sant Sebastià i Sant Roc, dins del nucli de Peramea, sobre un peu de ferro modern.